# Comitán de Domínguez
Comitán de Domínguez là một đô thị thuộc bang Chiapas, México. Năm 2005, dân số của đô thị này là 121263 người.

## Khí hậu
Thành phố có khí hậu cao nguyên cận nhiệt đới (phân loại Köppen Cwb). 
| Climate data for Comitán                 | Climate data for Comitán | Climate data for Comitán | Climate data for Comitán | Climate data for Comitán | Climate data for Comitán | Climate data for Comitán | Climate data for Comitán | Climate data for Comitán | Climate data for Comitán | Climate data for Comitán | Climate data for Comitán | Climate data for Comitán | Climate data for Comitán |
| Tháng                                    | 1                        | 2                        | 3                        | 4                        | 5                        | 6                        | 7                        | 8                        | 9                        | 10                       | 11                       | 12                       | Năm                      |
| ---------------------------------------- | ------------------------ | ------------------------ | ------------------------ | ------------------------ | ------------------------ | ------------------------ | ------------------------ | ------------------------ | ------------------------ | ------------------------ | ------------------------ | ------------------------ | ------------------------ |
| Cao kỉ lục °C (°F)                       | 32.5 (90.5)              | 33.5 (92.3)              | 35.5 (95.9)              | 37.5 (99.5)              | 36.0 (96.8)              | 34.0 (93.2)              | 36.0 (96.8)              | 32.0 (89.6)              | 32.5 (90.5)              | 33.0 (91.4)              | 33.5 (92.3)              | 32.5 (90.5)              | 37.5 (99.5)              |
| Trung bình ngày tối đa °C (°F)           | 23.8 (74.8)              | 25.3 (77.5)              | 27.6 (81.7)              | 28.7 (83.7)              | 27.9 (82.2)              | 25.7 (78.3)              | 25.0 (77.0)              | 25.7 (78.3)              | 25.3 (77.5)              | 24.5 (76.1)              | 23.9 (75.0)              | 23.6 (74.5)              | 25.6 (78.1)              |
| Trung bình ngày °C (°F)                  | 16.9 (62.4)              | 18.0 (64.4)              | 19.8 (67.6)              | 21.0 (69.8)              | 21.1 (70.0)              | 20.4 (68.7)              | 19.7 (67.5)              | 20.1 (68.2)              | 20.0 (68.0)              | 18.9 (66.0)              | 17.8 (64.0)              | 17.1 (62.8)              | 19.2 (66.6)              |
| Tối thiểu trung bình ngày °C (°F)        | 10.1 (50.2)              | 10.7 (51.3)              | 12.0 (53.6)              | 13.4 (56.1)              | 14.3 (57.7)              | 15.0 (59.0)              | 14.5 (58.1)              | 14.6 (58.3)              | 14.6 (58.3)              | 13.3 (55.9)              | 11.7 (53.1)              | 10.5 (50.9)              | 12.9 (55.2)              |
| Thấp kỉ lục °C (°F)                      | 0.5 (32.9)               | 2.0 (35.6)               | 3.5 (38.3)               | 5.0 (41.0)               | 2.0 (35.6)               | 5.5 (41.9)               | 7.0 (44.6)               | 6.0 (42.8)               | 9.0 (48.2)               | 3.0 (37.4)               | 2.0 (35.6)               | 1.5 (34.7)               | 0.5 (32.9)               |
| Lượng mưa trung bình mm (inches)         | 7.9 (0.31)               | 11.6 (0.46)              | 18.0 (0.71)              | 44.8 (1.76)              | 129.3 (5.09)             | 216.6 (8.53)             | 124.5 (4.90)             | 146.0 (5.75)             | 220.9 (8.70)             | 109.5 (4.31)             | 25.3 (1.00)              | 11.1 (0.44)              | 1.065,5 (41.96)          |
| Số ngày mưa trung bình (≥ 0.1 mm)        | 4.2                      | 3.8                      | 3.7                      | 6.5                      | 13.2                     | 19.4                     | 16.7                     | 17.8                     | 21.3                     | 15.1                     | 6.9                      | 5.3                      | 133.9                    |
| Độ ẩm tương đối trung bình (%)           | 69                       | 66                       | 62                       | 62                       | 67                       | 74                       | 75                       | 74                       | 76                       | 76                       | 74                       | 72                       | 71                       |
| Số giờ nắng trung bình tháng             | 248                      | 218                      | 268                      | 255                      | 226                      | 193                      | 230                      | 230                      | 182                      | 212                      | 228                      | 232                      | 2.722                    |
| Nguồn 1: Servicio Meteorológico Nacional |                          |                          |                          |                          |                          |                          |                          |                          |                          |                          |                          |                          |                          |
| Nguồn 2: Deutscher Wetterdienst          |                          |                          |                          |                          |                          |                          |                          |                          |                          |                          |                          |                          |                          |